# Leichtathletik-Südamerikameisterschaften 1971
Die XXVI. Leichtathletik-Südamerikameisterschaften fanden vom 9. bis zum 17. Oktober 1971 in Lima statt. Erfolgreichste Teilnehmer waren der peruanische Sprinter Fernando Acevedo und der chilenische Langstreckenläufer Edmundo Warnke mit je zwei Goldmedaillen und einmal Bronze. Bei den Frauen gewann die Uruguayerin Josefa Vicent ebenfalls zweimal Gold und dazu zwei Bronzemedaillen.

## Männerwettbewerbe
Die Mannschaftswertung gewann bei den Männern die brasilianische Mannschaft mit 155 Punkten vor dem Team Argentiniens mit 129 Punkten und vor den Venezolanern mit 99 Punkten. Hinter den Chilenen mit 97 Punkten erreichten die Kolumbianer 80 Punkte vor Peru mit 69 Punkten und Uruguay mit 15 Punkten. Die Paraguayer erhielten 5 Punkte und Ecuador 1 Punkt.

### 100-Meter-Lauf Männer
| Platz | Athlet        | Land | Zeit   |
| ----- | ------------- | ---- | ------ |
| 1     | Félix Mata    | VEN  | 10,6 s |
| 2     | Pedro Bassart | ARG  | 10,7 s |
| 3     | Luiz da Silva | BRA  | 10,8 s |

Finale: 10. Oktober

### 200-Meter-Lauf Männer
| Platz | Athlet           | Land | Zeit   |
| ----- | ---------------- | ---- | ------ |
| 1     | Fernando Acevedo | PER  | 21,2 s |
| 2     | Pedro Bassart    | ARG  | 21,8 s |
| 3     | Alberto Marchán  | VEN  | 21,9 s |

Finale: 13. Oktober

### 400-Meter-Lauf Männer
| Platz | Athlet           | Land | Zeit   |
| ----- | ---------------- | ---- | ------ |
| 1     | Fernando Acevedo | PER  | 46,4 s |
| 2     | João Francisco   | BRA  | 47,9 s |
| 3     | José Rabaça      | BRA  | 48,0 s |

Finale: 10. Oktober

### 800-Meter-Lauf Männer
| Platz | Athlet             | Land | Zeit       |
| ----- | ------------------ | ---- | ---------- |
| 1     | Carlos Dalurzo     | ARG  | 1:50,9 min |
| 2     | Roberto Salmona    | CHI  | 1:51,6 min |
| 3     | Fernando Sotomayor | CHI  | 1:51,6 min |

Finale: 12. Oktober

### 1500-Meter-Lauf Männer
| Platz | Athlet          | Land | Zeit       |
| ----- | --------------- | ---- | ---------- |
| 1     | Víctor Ríos     | CHI  | 3:48,6 min |
| 2     | Roberto Salmona | CHI  | 3:48,9 min |
| 3     | Atílio Alegre   | BRA  | 3:49,5 min |

Finale: 16. Oktober

### 5000-Meter-Lauf Männer
| Platz | Athlet            | Land | Zeit        |
| ----- | ----------------- | ---- | ----------- |
| 1     | Edmundo Warnke    | CHI  | 14:07,6 min |
| 2     | Víctor Mora       | COL  | 14:08,8 min |
| 3     | Domingo Tibaduiza | COL  | 14:15,4 min |

Finale: 10. Oktober

### 10.000-Meter-Lauf Männer
| Platz | Athlet            | Land | Zeit        |
| ----- | ----------------- | ---- | ----------- |
| 1     | Edmundo Warnke    | CHI  | 29:14,6 min |
| 2     | Víctor Mora       | COL  | 29:17,6 min |
| 3     | Domingo Tibaduiza | COL  | 29:24,8 min |

Finale: 12. Oktober

### Marathon Männer
| Platz | Athlet            | Land | Zeit        |
| ----- | ----------------- | ---- | ----------- |
| 1     | Martín Pavón      | COL  | 2:26:10,4 h |
| 2     | Hernán Barreneche | COL  | 2:32:19,6 h |
| 3     | Edmundo Warnke    | CHI  | 2:34:30,6 h |

Finale: 17. Oktober

### 110-Meter-Hürdenlauf Männer
| Platz | Athlet            | Land | Zeit   |
| ----- | ----------------- | ---- | ------ |
| 1     | Enrique Rendon    | VEN  | 14,8 s |
| 2     | Alfredo Deza      | PER  | 14,8 s |
| 3     | Patricio Saavedra | CHI  | 14,8 s |

Finale: 17. Oktober

### 400-Meter-Hürdenlauf Männer
| Platz | Athlet             | Land | Zeit   |
| ----- | ------------------ | ---- | ------ |
| 1     | Juan Carlos Dyrzka | ARG  | 52,4 s |
| 2     | Dorival Negrisoli  | BRA  | 53,0 s |
| 3     | Eduardo Rodrigues  | BRA  | 53,2 s |

Finale: 13. Oktober

### 3000-Meter-Hindernislauf Männer
| Platz | Athlet             | Land | Zeit       |
| ----- | ------------------ | ---- | ---------- |
| 1     | Víctor Mora        | COL  | 9:03,8 min |
| 2     | Francisco Vega     | PER  | 9:17,8 min |
| 3     | Fernando Sotomayor | CHI  | 9:19,6 min |

Finale: 17. Oktober

### 4-mal-100-Meter-Staffel Männer
| Platz | Athleten                                              | Land | Zeit   |
| ----- | ----------------------------------------------------- | ---- | ------ |
| 1     | Anunciação Luiz da Silva Jorge Mathias João Francisco | BRA  | 40,7 s |
| 2     | Cubillan Felix Mata Alberto Marchán Segundo Guerra    | VEN  | 40,9 s |
| 3     | Perez Julio Chia Velit Fernando Acevedo               | PER  | 41,2 s |

Finale: 17. Oktober

### 4-mal-400-Meter-Staffel Männer
| Platz | Athleten                                                    | Land | Zeit       |
| ----- | ----------------------------------------------------------- | ---- | ---------- |
| 1     | Segundo Guerra Alberto Marchán Erick Phillips Raúl Sanhouse | VEN  | 3:14,8 min |
| 2     | Carlos Intaschi Carlos Dalurzo Juan Carlos Dyrzka Gajate    | ARG  | 3:15,8 min |
| 3     | Jorge Mathias José Rabaça Dorival Negrisolo João Francisco  | BRA  | 3:16,1 min |

Finale: 16. Oktober

### Hochsprung Männer
| Platz | Athlet            | Land | Höhe   |
| ----- | ----------------- | ---- | ------ |
| 1     | Luis Barrionuevo  | ARG  | 2,05 m |
| 2     | Roberto Abugattas | PER  | 2,05 m |
|       | José Dalmastro    | ARG  | 2,00 m |

Finale: 17. Oktober

### Stabhochsprung Männer
| Platz | Athlet             | Land | Höhe   |
| ----- | ------------------ | ---- | ------ |
| 1     | Erico Barney       | ARG  | 4,50 m |
| 2     | Fernando Hoces     | CHI  | 4,20 m |
| 3     | Armando Chiamulera | BRA  | 4,20 m |

Finale: 16. Oktober

### Weitsprung Männer
| Platz | Athlet          | Land | Weite  |
| ----- | --------------- | ---- | ------ |
| 1     | Miguel Zapata   | COL  | 7,41 m |
| 2     | Luiz de Silva   | BRA  | 7,34 m |
| 3     | Ricardo Labalta | ARG  | 7,30 m |

Finale: 10. Oktober

### Dreisprung Männer
| Platz | Athlet             | Land | Weite   |
| ----- | ------------------ | ---- | ------- |
| 1     | Nelson Prudêncio   | BRA  | 15,58 m |
| 2     | Manuel Gutiérrez   | COL  | 14,94 m |
| 3     | Roberto dos Santos | URU  | 14,75 m |

Finale: 9. Oktober

### Kugelstoßen Männer
| Platz | Athlet        | Land | Weite   |
| ----- | ------------- | ---- | ------- |
| 1     | José Jacques  | BRA  | 16,85 m |
| 2     | Juan Turri    | ARG  | 15,73 m |
| 3     | Mario Peretti | ARG  | 15,63 m |

Finale: 9. Oktober

### Diskuswurf Männer
| Platz | Athlet            | Land | Weite   |
| ----- | ----------------- | ---- | ------- |
| 1     | Sérgio Thomé      | BRA  | 53,82 m |
| 2     | José Jacques      | BRA  | 53,14 m |
| 3     | Gustavo Gutiérrez | CHI  | 47,78 m |

Finale: 10. Oktober

### Hammerwurf Männer
| Platz | Athlet          | Land | Weite   |
| ----- | --------------- | ---- | ------- |
| 1     | José Vallejos   | ARG  | 62,82 m |
| 2     | Darwin Piñeyrúa | URU  | 61,36 m |
| 3     | Celso de Moraes | BRA  | 57,74 m |

Finale: 16. Oktober

### Speerwurf Männer
| Platz | Athlet            | Land | Weite   |
| ----- | ----------------- | ---- | ------- |
| 1     | Paulo de Faría    | BRA  | 69,68 m |
| 2     | Gustavo Gutiérrez | COL  | 65,90 m |
| 3     | Jorge Peña        | CHI  | 64,72 m |

Finale: 17. Oktober

### Zehnkampf Männer
| Platz | Athlet          | Land | Punkte |
| ----- | --------------- | ---- | ------ |
| 1     | Héctor Thomas   | VEN  | 6880   |
| 2     | Ramon Montezuma | VEN  | 6662   |
| 3     | Emilio Mazzeo   | ARG  | 6656   |

12. und 13. Oktober

## Frauenwettbewerbe
Die Mannschaftswertung bei den Frauen gewannen die Argentinierinnen mit 93,5 Punkten vor der Mannschaft Brasiliens mit 79 Punkten sowie den Peruanerinnen mit 65 Punkten und den Chileninnen mit 63 Punkten. Uruguay erhielt 40 Punkte und Kolumbien 21,5.

### 100-Meter-Lauf Frauen
| Platz | Athletin          | Land | Zeit   |
| ----- | ----------------- | ---- | ------ |
| 1     | María Luisa Vilca | PER  | 12,0 s |
| 2     | Irene Fitzner     | ARG  | 12,3 s |
| 3     | Josefa Vicent     | URU  | 12,3 s |

Finale: 13. Oktober

### 200-Meter-Lauf Frauen
| Platz | Athletin      | Land | Zeit   |
| ----- | ------------- | ---- | ------ |
| 1     | Josefa Vicent | URU  | 24,4 s |
| 2     | Elsy Rivas    | COL  | 24,5 s |
| 3     | Angela Godoy  | ARG  | 24,6 s |

Finale: 10. Oktober

### 400-Meter-Lauf Frauen
| Platz | Athletin           | Land | Zeit   |
| ----- | ------------------ | ---- | ------ |
| 1     | Josefa Vicent      | URU  | 54,9 s |
| 2     | Elsy Rivas         | COL  | 56,9 s |
| 3     | Cristina Filgueira | ARG  | 57,1 s |

Finale: 16. Oktober

### 800-Meter-Lauf Frauen
| Platz | Athletin        | Land | Zeit       |
| ----- | --------------- | ---- | ---------- |
| 1     | Gloria González | CHI  | 2:12,1 min |
| 2     | Carmen Oyé      | CHI  | 2:13,3 min |
| 3     | Iris Fernández  | ECU  | 2:13,5 min |

Finale: 17. Oktober

### 100-Meter-Hürdenlauf Frauen
| Platz | Athletin       | Land | Zeit   |
| ----- | -------------- | ---- | ------ |
| 1     | Emilia Dyrzka  | ARG  | 14,3 s |
| 2     | Liliana Cragno | ARG  | 14,6 s |
| 3     | Valdea Chagas  | BRA  | 14,7 s |

Finale: 10. Oktober
Der erstmals ausgetragene 100-Meter-Hürdenlauf ersetzte den von 1939 bis 1969 ausgetragenen 80-Meter-Hürdenlauf.

### 4-mal-100-Meter-Staffel Frauen
| Platz | Athletinnen                                               | Land | Zeit   |
| ----- | --------------------------------------------------------- | ---- | ------ |
| 1     | Liliana Cragno Angela Godoy Beatriz Allocco Irene Fitzner | ARG  | 46,7 s |
| 2     | Carmela Bolivar Maria Luisa Vilca Edith Noeding Morante   | PER  | 47,6 s |
| 3     | Mirtha Fleitas Ana Desevici Alicia Gogluska Josefa Vicent | URU  | 48,2 s |

Finale: 17. Oktober

### Hochsprung Frauen
| Platz | Athletin           | Land | Höhe   |
| ----- | ------------------ | ---- | ------ |
| 1     | Jurema da Silva    | BRA  | 1,65 m |
| 2     | Maria da Conceição | BRA  | 1,65 m |
| 3     | Ana María Estrada  | ARG  | 1,60 m |

Finale: 10. Oktober

### Weitsprung Frauen
| Platz | Athletin      | Land | Weite  |
| ----- | ------------- | ---- | ------ |
| 1     | Silvia Kinzel | CHI  | 5,83 m |
| 2     | Ana Desevici  | URU  | 5,72 m |
| 3     | Edith Noeding | PER  | 5,58 m |

Finale: 13. Oktober

### Kugelstoßen Frauen
| Platz | Athletin    | Land | Weite   |
| ----- | ----------- | ---- | ------- |
| 1     | Rosa Molina | CHI  | 14,66 m |
| 2     | Maria Boso  | BRA  | 13,64 m |
| 3     | Delia Vera  | PER  | 12,83 m |

Finale: 10. Oktober

### Diskuswurf Frauen
| Platz | Athletin        | Land | Weite   |
| ----- | --------------- | ---- | ------- |
| 1     | Odete Domingos  | BRA  | 46,72 m |
| 2     | Isolina Vergara | COL  | 45,67 m |
| 3     | Maria Boso      | BRA  | 42,19 m |

Finale: 9. Oktober

### Speerwurf Frauen
| Platz | Athletin            | Land | Weite   |
| ----- | ------------------- | ---- | ------- |
| 1     | Ana María Campillay | ARG  | 43,92 m |
| 2     | Kiyomi Nakagawa     | BRA  | 42,42 m |
| 3     | Rosa Molina         | CHI  | 42,32 m |

Finale: 10. Oktober

### Fünfkampf Frauen
| Platz | Athletin          | Land | Punkte |
| ----- | ----------------- | ---- | ------ |
| 1     | Aída dos Santos   | BRA  | 3716   |
| 2     | Edith Noeding     | PER  | 3635   |
| 3     | Maria Luisa Vilca | PER  | 3581   |

16. und 17. Oktober

## Medaillenspiegel
| Medaillenspiegel Endstand nach 34 Entscheidungen | Medaillenspiegel Endstand nach 34 Entscheidungen | Medaillenspiegel Endstand nach 34 Entscheidungen | Medaillenspiegel Endstand nach 34 Entscheidungen | Medaillenspiegel Endstand nach 34 Entscheidungen | Medaillenspiegel Endstand nach 34 Entscheidungen |
| Platz                                            | Land                                             | Gold                                             | Silber                                           | Bronze                                           | Gesamt                                           |
| ------------------------------------------------ | ------------------------------------------------ | ------------------------------------------------ | ------------------------------------------------ | ------------------------------------------------ | ------------------------------------------------ |
| 1                                                | Brasilien                                        | 8                                                | 7                                                | 9                                                | 24                                               |
| 2                                                | Argentinien                                      | 8                                                | 6                                                | 8                                                | 22                                               |
| 3                                                | Chile                                            | 7                                                | 4                                                | 6                                                | 17                                               |
| 4                                                | Venezuela                                        | 4                                                | 2                                                | 1                                                | 7                                                |
| 5                                                | Peru                                             | 3                                                | 5                                                | 4                                                | 12                                               |
| 6                                                | Kolumbien                                        | 2                                                | 8                                                | 3                                                | 13                                               |
| 7                                                | Uruguay                                          | 2                                                | 2                                                | 3                                                | 7                                                |